# Fool for You
Fool for You est une chanson de 2011 du chanteur américain Cee Lo Green issue son troisième album studio, The Lady Killer. Il s'agit du troisième single de l'album. La version single est en collaboration avec la chanteuse canadienne Melanie Fiona, tandis que la version de l'album l'est avec le chanteur américain Philip Bailey. 
Lors de la 54e cérémonie des Grammy Awards, Fool for You a remporté le prix dans deux catégories : « meilleure performance R&B traditionnel » et « meilleure chanson R&B ».